# زلنبور (شيطان)
زلنبور هو أحد أبناء إبليس الخمسة،  وهو شيطان يرأس المعاملات التجارية غير النزيهة والاحتيالية. ويقال إن له أربعة إخوة: أعور، وداسم، ومِسْوَط، وثَبر. ويرتبط كل منهم بوظيفة نفسية شريرة مختلفة يحاولون تشجيعها من أجل منع التطور الروحي للإنسان.